# Photedes nervosa
Photedes nervosa là một loài bướm đêm trong họ Noctuidae.